# The Back of Love
The Back of Love è un singolo del gruppo musicale inglese Echo & the Bunnymen, pubblicato il 21 maggio 1982 e successivamente incluso nell'album Porcupine dell'anno successivo.
Raggiunse il numero diciannove della classifica britannica lo stesso mese.
Il singolo venne prodotto da Ian Broudie con lo pseudonimo di Kingbird. Il lato A del singolo fu registrato agli Trident Studios di Londra, mentre il lato B agli Square One Studios di Liverpool. Il lato B per entrambe le versioni da 7" e 12"  è The Subject. Il 12" sul retro ha una traccia in più, Fuel.
La copertina di entrambe le versioni è dipinta da Henry Scott Tuke col titolo "The Promise" che è esposta alla Walker Art Gallery di Liverpool.
La canzone è stata reinterpretata dal gruppo rock americano Burning Airlines nel singolo Always Something There to Remind Me/Back of Love del 1998, una versione split con i Braid che hanno eseguito Always Something There to Remind Me.

## Tracce
Testi e musiche degli Echo & the Bunnymen.

### 7"
Lato 1
1. The Back of Love - 3:13

Lato 2
1. The Subject - 5:06

### 12"
Lato 1
1. The Back of Love

Lato 2
1. The Subject
2. Fuel

## Classifiche
| Chart (1982) | Posizione massima |
| ------------ | ----------------- |
| Regno Unito  | 19                |
| Irlanda      | 24                |

## Formazione
- Ian McCulloch - voce, chitarra
- Will Sergeant - chitarra
- Les Pattinson - basso
- Pete de Freitas - batteria